# 7313-as mellékút (Magyarország)
A 7313-as számú mellékút egy 18 kilométer hosszú, négy számjegyű mellékút Veszprém vármegye déli részén, a Balaton-felvidék nyugati felében; Zánkát köti össze a Káli-medence térségén keresztül a Tapolcai-medence térségével.

## Nyomvonala
A 71-es főútból ágazik ki, kicsivel annak 58. kilométere után, Zánka területén, nyugat felé. 1 kilométer után éri el a község első házait, itt a neve Ady Endre utca. 1,6 kilométer után kiágazik belőle a 7312-es út (Nagyvázsony felé), egyben a Fő utca nevet veszi fel, majd az 1+850-es kilométerszelvényénél kiágazik belőle a 73 306-os út is, amely a Balaton-part felé vezet, Rákóczi Ferenc utca néven. (Utóbbi bő 1 kilométer után keresztezi a 71-es főutat, az 59+350-es kilométerszelvényénél, majd kicsivel több, mint másfél kilométer után, a falu vasútállomásánál ér véget, már Vérkúti utca néven.)
A 7313-as nem sokkal ezután elhagyja Zánka utolsó házait és északnyugati irányba fordul. A 3+200-as kilométerszelvénye előtt beletorkollik a 73 116-os út, amely Tagyon és a 7312-es út felé vezet, Zánka lakott területének érintése nélkül; az út itt már ismét nyugati irányt követ. 3,9 kilométer után lép át Köveskál területére, a 4+200-as kilométerszelvényénél pedig kiágazik belőle a 73 124-es út, utóbbi csak Monoszló központját szolgálja ki és a zsáktelepülésnek számító község központjában ér véget, 2,8 kilométer után.

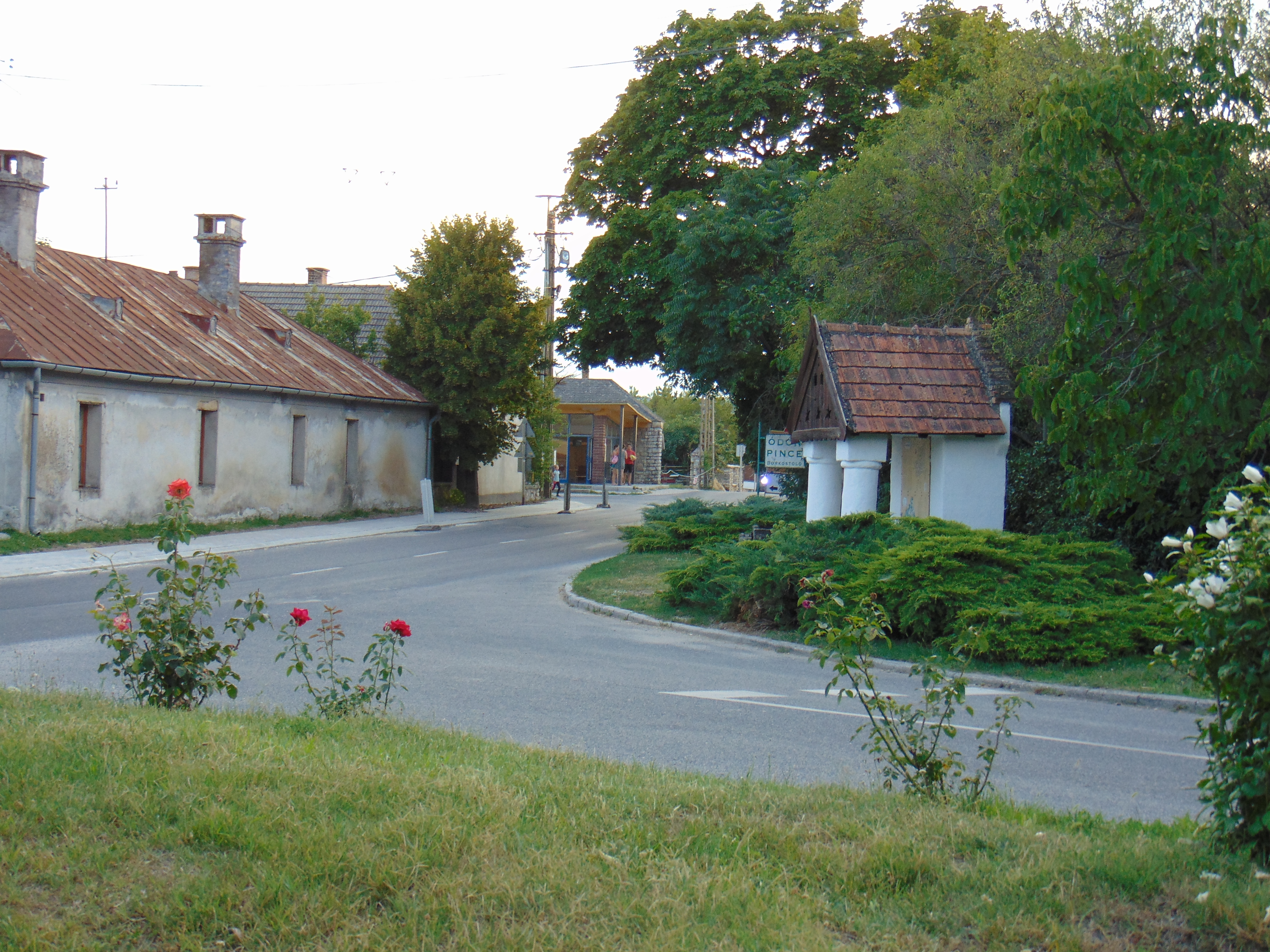
A 7313-as út és a 73 126-as út elágazása Köveskál központjában, a háttérben középtájon a 7314-es út betorkollása látszik

6,9 kilométer után ér be az út Köveskál házai közé, ahol Fő utca néven húzódik. 7,4 kilométer után kiágazik belőle északkelet felé a 73 126-os út, amely az ugyancsak zsákfalunak tekinthető Balatonhenye déli részéig vezet országos közútként és 3,6 kilométer után ott ér véget. Alig ötven méterrel arrébb az út újabb kereszteződéshez ér: ott a 7314-es út csatlakozik bele déli irányból, Révfülöp felől, 7,9 kilométer megtétele után.
7,7 kilométer után elhagyja Köveskál lakott területét, de a 9. kilométeréig még a település határain belül halad, ezután lép át Szentbékkálla területére. Itt délnyugati irányt vesz, a községnek csak a déli külterületein halad át, közben, a 9+900-as kilométerszelvényénél kiágazik belőle észak felé a 73 135-ös út, amely a falu lakott területére, onnan tovább Mindszentkállára vezet, majd végül visszatér a 7313-asba.
10,2 kilométer után eléri az út Mindszentkálla határát, pár száz méteren az előbbi két község határvonalán húzódik, majd teljesen belép ez utóbbi község területére. Itt is csak külterületen halad, közben a 12+300-as kilométerénél visszatorkollik bele a 73 135-ös út, majdnem pontosan 5 kilométer megtétele után. A 13+400-as kilométerszelvényénél az út Káptalantóti külterületére ér, ahol rövidesen ismét egy kereszteződése következik: a 13+600-as kilométernél beletorkollik, 5,7 kilométer megtétele után, délkelet felől a 7346-os út, Ábrahámhegy és Salföld irányából.

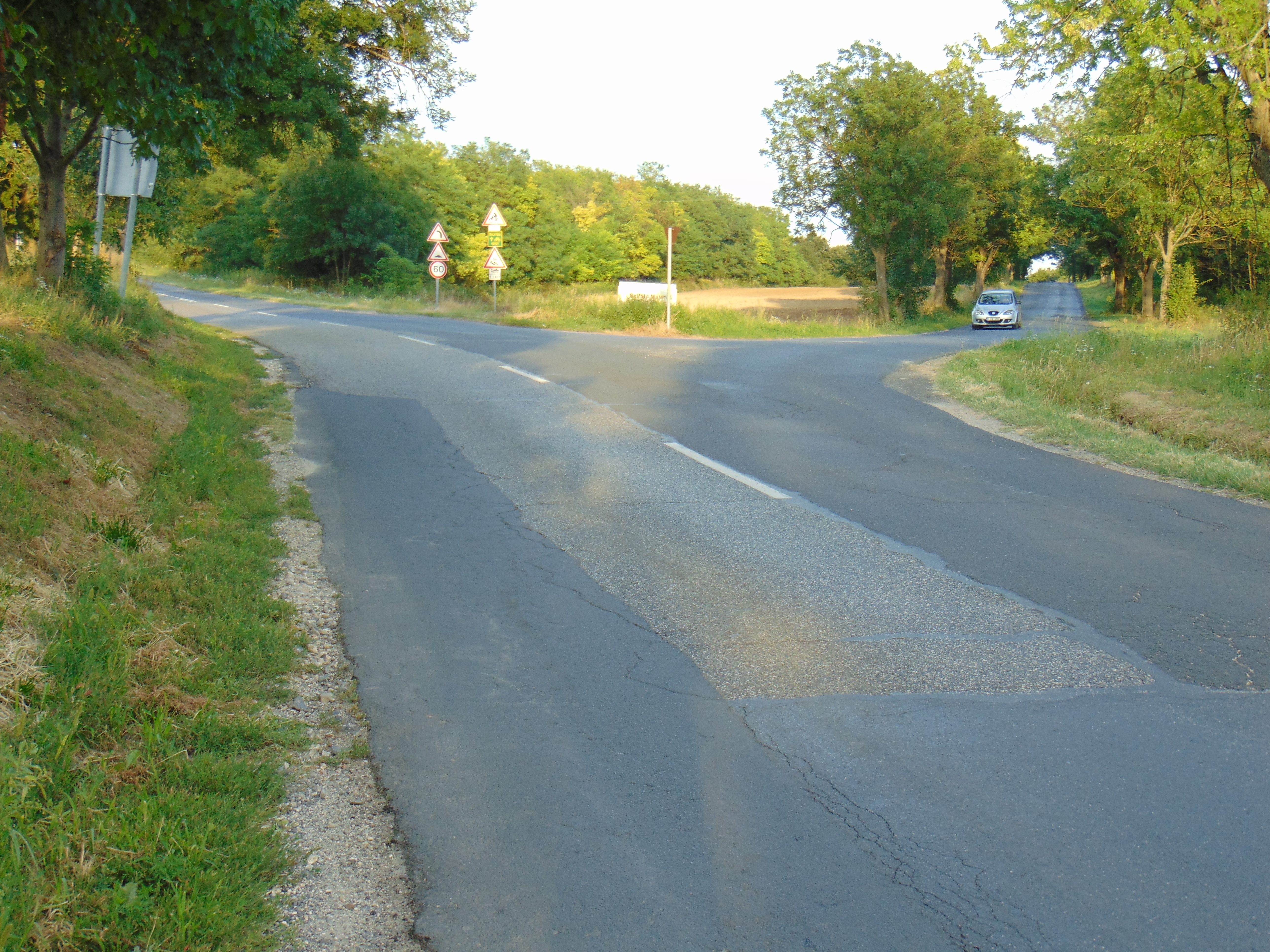
Az út a 7346-os betorkollásánál Káptalantóti keleti határszélén

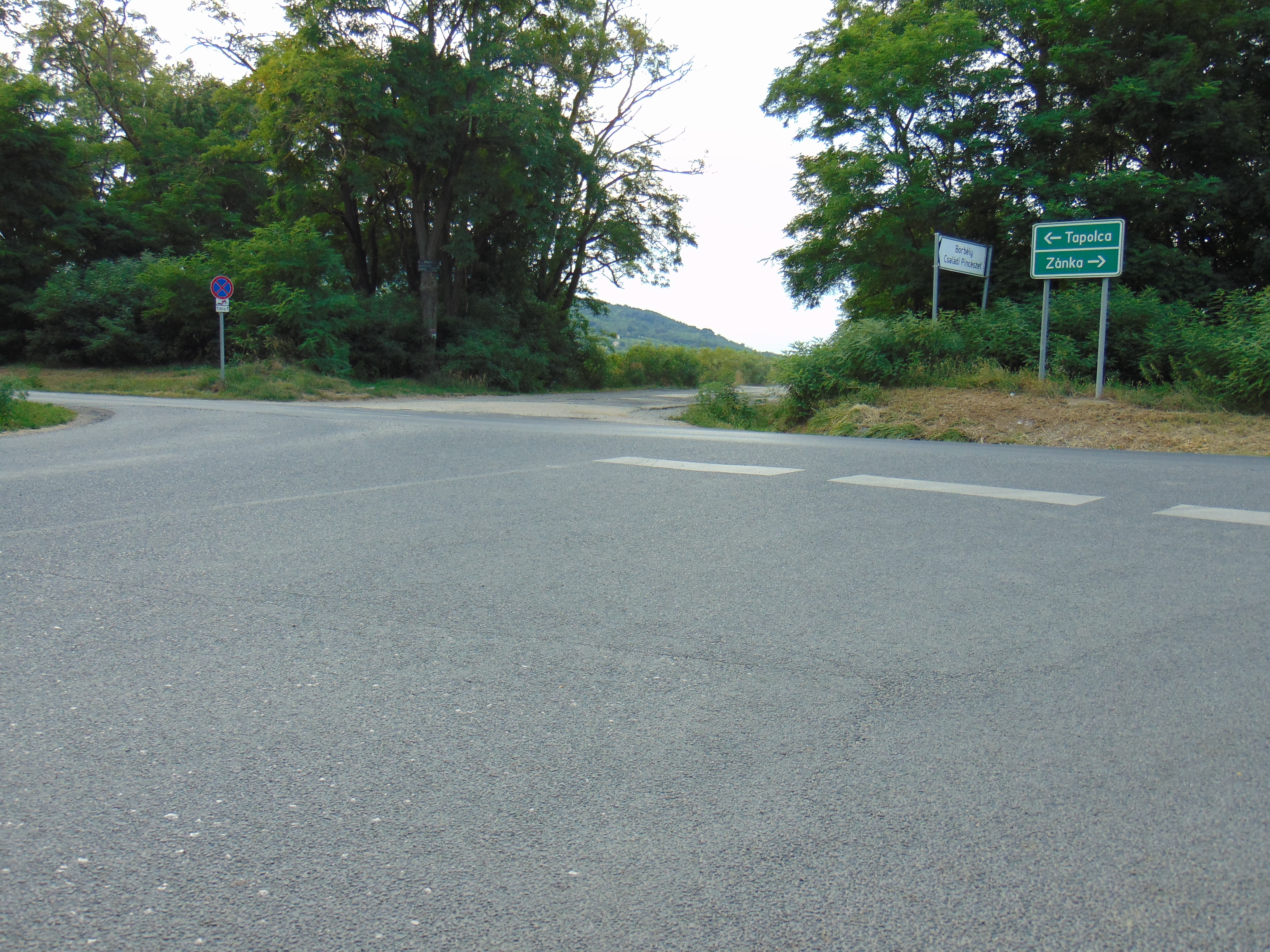
A 7313-es út a 7344-es betorkollásánál, az utóbbi út felől nézve, Káptalantóti határában

Az út Káptalantóti térségében a központtól északra, de a belterületet elkerülve halad el, közben viszont a 15+200-as kilométerszelvényénél beletorkollik 5,5 kilométer után, délnyugat felől, Badacsonytomaj, illetve Káptalantóti központja irányából a 7344-es út, majd pedig a 16+100-as kilométerszelvényénél, dél felé kiágazik belőle a 73 144-es út, amely ugyancsak áthalad a település belterületén, majd Nemesgulács északi határában, a 7316-os útba torkollva ér véget, 2,6 kilométer után.
A 7313-as 16,8 kilométer megtétele után hagyja el Káptalantóti települést és lép át az utolsó érintett község, Gyulakeszi területére. A falu legdélebbi fekvésű házai mellett ér véget, beletorkollva a 7316-os útba, annak pontosan a 10. kilométerénél.
Teljes hossza, az országos közutak térképes nyilvántartását szolgáló kira.gov.hu adatbázisa szerint 18,319 kilométer.

## Települések az út mentén
- Zánka
- Köveskál
- (Szentbékkálla)
- (Mindszentkálla)
- Káptalantóti
- Gyulakeszi

## Története
Laczkó Dezső feltételezése szerint nagyjából ugyanezen az útvonalon már az ókori Római Birodalom idején is húzódott egy út, Zánka és Tapolca térsége között, a Káli-medence érintésével. Középkori források ugyancsak említik ezt az utat, például 1269-ből és 1451-ből; az előbbi évben kelt oklevél „magna via que Varutha dicitur” néven említi. (Magyarul: nagy út, amelyet Várútjának neveznek.)